# Isaac Watts

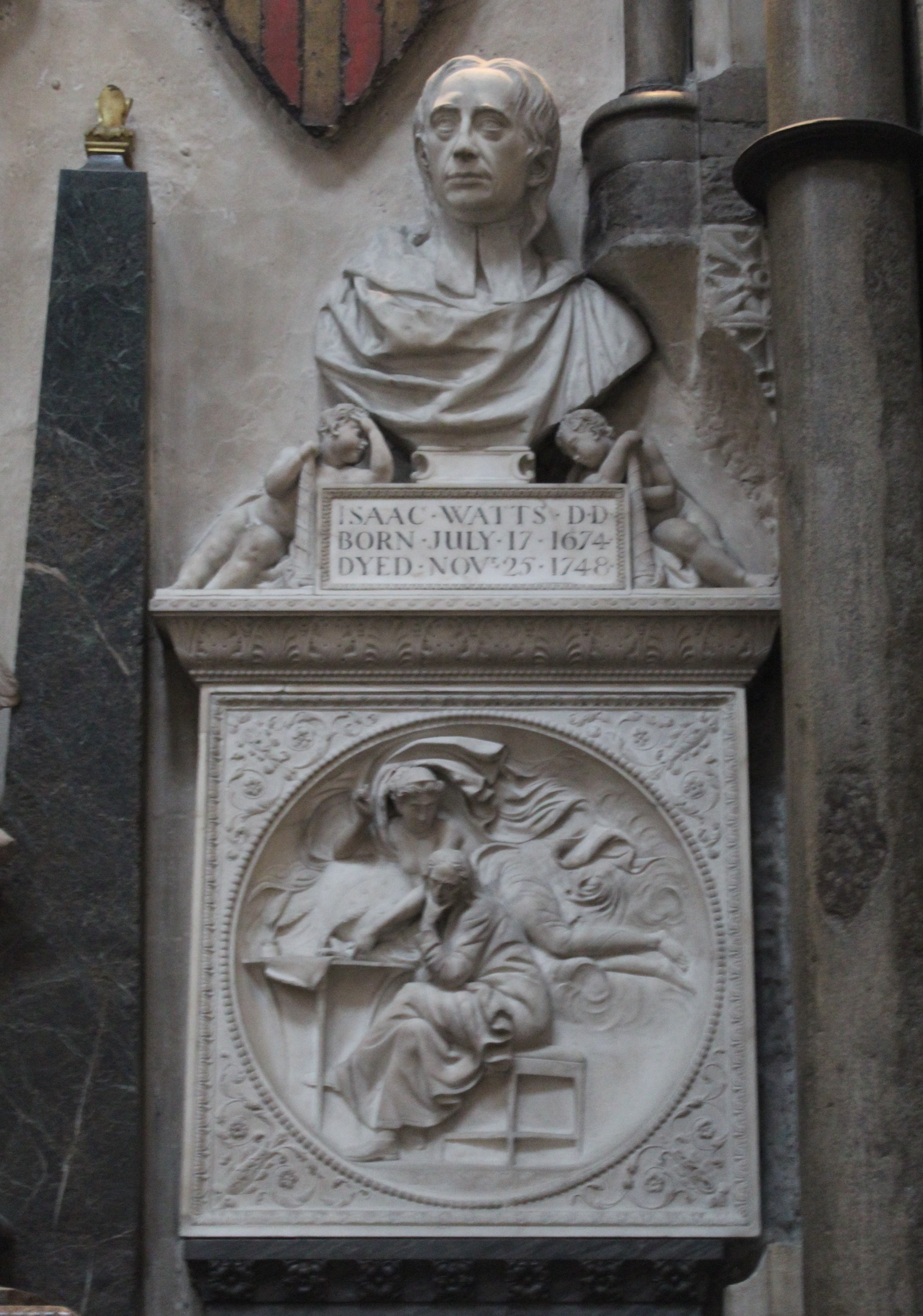
pomnik nagrobny w Opactwie Westminsterskim w Londynie

Isaac Watts (ur. 17 lipca 1674 w Southampton, zm. 25 listopada 1748 w Londynie) – angielski duchowny protestancki, teolog, autor pieśni religijnych i logik. Autor książek o charakterze edukacyjnym z zakresu geografii, astronomii czy filozofii, szeroko wykorzystywanych w XVIII wieku. 